# Гонсалвис да Силва, Бенту
Бе́нту Гонса́лвис да Си́лва (порт. Bento Gonçalves da Silva; 23 сентября 1788, Триунфу, Риу-Гранди-ду-Сул — 18 июля 1847, Педрас-Бранкас, Риу-Гранди-ду-Сул) — бразильский генерал, один из руководителей восстания Фаррапус — республиканского движения на юге Бразилии, боровшегося за независимость провинции Риу-Гранди-ду-Сул. Первый президент Республики Риу-Гранди (1836—1843).

## Биография
Бенту Гонсалвис был владельцем скотоводческой фазенды в Риу-Гранди-ду-Сул и принадлежал к либерально настроенной части помещиков, которые были недовольны политикой имперского правительства и стремились создать автономию. Гонсалвис активно участвовал в подготовке восстания и незадолго до его начала был назначен командующим вооружёнными силами восставших.
4 октября 1836 года, после поражения повстанцев в бою на острове Фанфа, Гонсалвис попал в плен к правительственным войскам. В ноябре того же года, после самопровозглашения независимой Республики Риу-Гранди, повстанцы заочно избрали его президентом.
В сентябре 1837 года Гонсалвису удалось бежать из плена, после чего он присоединился к восставшим и вновь включился в борьбу. В августе 1843 года в связи с военными поражениями повстанцев и разногласиями среди руководителей движения он отказался от поста президента.
Гонсалвис умер в 1847 году от плеврита, спустя два года после заключения договора в Пончо-Верде, положившего конец восстанию Фаррапус.

## Память
В честь Гонсалвиса назван муниципалитет Бенту-Гонсалвис в Риу-Гранди-ду-Сул.